# Новые Багазы
Новые Багазы (баш. Яңы Бағаҙы) — деревня в Аскинском районе Республики Башкортостан России. Входит в состав Аскинского сельсовета.

## География
Расстояние до:
- районного центра (Аскино): 12 км,
- ближайшей железнодорожной станции (Куеда): 126 км.

## Население
| 2002 | 2009 | 2010 |
| ---- | ---- | ---- |
| 364  | ↘294 | ↘277 |

Согласно переписи 2002 года, преобладающая национальность — башкиры (98 %).

## Инфраструктура
Личное подсобное хозяйство с зоной сельскохозяйственного использования, индивидуальная застройка усадебного типа.
Основа экономики — сельское хозяйство. Ново-Багазинский ФАП. Дом культуры.

## Транспорт
Деревня доступна автотранспортом.

## Религия
В деревне есть мечеть.